# 安田暎胤
安田 暎胤（やすだ えいいん、昭和13年（1938年）2月9日 - ）は現代の法相宗の僧。岐阜県岐阜市生まれ。12歳で薬師寺に入寺。龍谷大学大学院修了。法相宗大本山薬師寺執事長、副住職、管主を経て、2009年8月より薬師寺長老。

## 経歴
- 1938年　岐阜県岐阜市生まれ。
- 1950年　薬師寺に入寺、当時の管主橋本凝胤に師事。
- 1960年　龍谷大学文学部仏教学科卒業。
- 1962年　龍谷大学大学院修士課程修了。
- 1963年　宗教者平和使節団団員としてヨーロッパ各地の宗教者と懇談
- 1964年　名古屋大学学術調査隊員としてアフガニスタン調査。
- 1967年　薬師寺執事長、法相宗宗務長兼務。
- 1998年　薬師寺副住職。
- 2000年　（財）世界宗教者平和会議日本委員会　非武装・和解委員会委員長。
- 2003年　薬師寺管主。
- 2004年　全日本仏教会副会長。
- 2009年　薬師寺長老。

## 著書
- 『仏の道を思う朝』（講談社、1990年）
- 『薬師寺』（大橋一章との共編、里文出版、1991年）
- 『心の道しるべ』（講談社、1999年）
- 『玄奘三蔵のシルクロード』「中国篇」「中央アジア篇」「ガンダーラ篇」「インド篇」（朝日新聞創刊百二十周年記念事務局監修、安田順惠撮影、東方出版、2001年-）
- 『この道を行く - 来た道往く道』（講談社、2003年）
- 『住職がつづるとっておき薬師寺物語』（四季社、2004年）
- 『人生の四季を生きる』（主婦と生活社、2004年）
- 『花のこころ - 三十六花選』（講談社、2007年）
- 『まごころを生きる - 人生をひらく仏の心』（大法輪閣、2007年）
- 『生きる幸せに気づく五つの心』（主婦と生活社、2008年）

### 共著
- 『叡知 - テロを超える宗教の力 - 鼎談』（白柳誠一、樋口美作、真田芳憲との共著、佼成出版社、2005年）